# حمزة شاتاكوفيتش
حمزة شاتاكوفيتش مواليد 15 يناير 1997 في كازين، هو لاعب كرة قدم بوسني يلعب مع نادي ترنتشين كمهاجم.

## المسيرة الاحترافية

### أندية لعب لها
- نادي ساراييفو
- نادي ترنتشين

## وصلات خارجية
- حمزة شاتاكوفيتش على موقع الاتحاد الأوربي (الإنجليزية)
- حمزة شاتاكوفيتش على موقع اتحاد تركيا (لاعب) (الإنجليزية)
- حمزة شاتاكوفيتش على موقع إي إس بي إن إف سي (الإنجليزية)
- حمزة شاتاكوفيتش على موقع قاعدة بيانات كرة القدم.إي يو (الإنجليزية)
- حمزة شاتاكوفيتش على موقع بيانات كرة القدم. دي إي (الألمانية)
- حمزة شاتاكوفيتش على موقع Soccerbase.com (لاعب) (الإنجليزية)
- حمزة شاتاكوفيتش على موقع Soccerway.com (الإنجليزية)
- حمزة شاتاكوفيتش على موقع عالم كرة القدم.نت (الإنجليزية)
- الموقع%20الرسمي